# Georg II. Schmucker
Georg II. Schmucker war Abt des Klosters Waldsassen von 1529 bis 1531.
Georg II. Schmucker war der 33. Abt des Klosters Waldsassen und stammte aus Eger. Seine Amtszeit dauerte nur wenige Jahre.